# ديفيد تشونغ (لاعب كرة قدم)
ديفيد تشونغ (بالملايوية: David Chung Kim Hiong)‏ هو لاعب كرة قدم ماليزي، ولد في 13 يوليو 1962 في ماليزيا.